# Spilogale putorius
Spilogale putorius (Плямистий скунс східний) — ссавець родини скунсових.

## Проживання, поведінка
Країни проживання: Канада, США. Воліє проживати в лісових районах або місцях проживання зі значним покривом, крім того, відкритих і грубих областях, скелястих каньйонах і оголеннях порід в лісах і преріях. Займає нори в норах, залишених іншими ссавцями, в порожнистих колодах або деревах, в ущелинах скель, під забудовами. Spilogale putorius, перш за все, комахоїдний. Коли комахи недоступні, цей вид полює на дрібних ссавців, в основному гризунів і молодих кроликів.